# Emblème de l'Inde

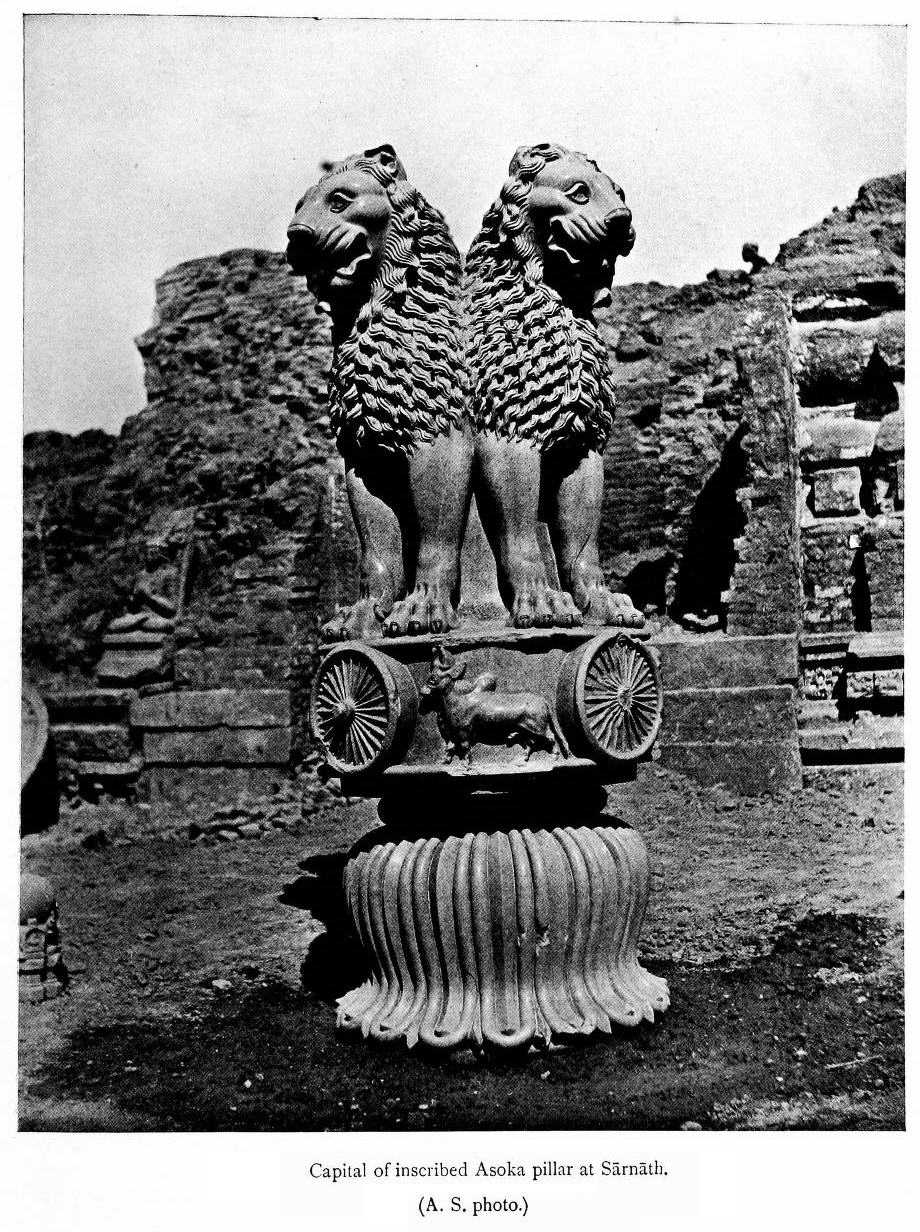
Le chapiteau aux lions encore sur site à Sarnath (photo publiée en 1911)

L'emblème de l'Inde est composé de trois lions sur un chapiteau orné d'une roue au centre, d'un buffle à droite et d'un cheval galopant à gauche. 

## Description
Le dessin de l'emblème a été réalisé par le peintre Dinanath Bhargava à l'âge de 21 ans. Il s'agit d'une représentation du chapiteau aux lions d'Ashoka, retrouvé à Sarnath en Uttar Pradesh. Ce chapiteau comporte quatre lions reposant sur un abaque circulaire. L'abaque porte une frise en haut-relief comportant un éléphant, un cheval galopant, un buffle et un lion séparés par quatre roues, des dharmachakra ou « roues de la loi ». L'abaque repose sur un lotus en fleur. Sur l'emblème, le chapiteau est représenté face à un dharmachakra : seuls trois lions, le buffle, le cheval, une roue sont visibles et le lotus n'est pas représenté.
La devise en sanskrit, सत्यमेव जयते (Satyameva jayate) fait partie intégrante de l'emblème. Elle signifie « Seule la vérité triomphe ». Elle est tirée d'un mantra de la Mundaka Upanishad.

## Usage
L'emblème est le symbole officiel de la République d'Inde et son usage est régulé par l'Emblems and Names (Prevention of Improper Use) Act, 1950. Il figure notamment sur les passeports ou les pièces de monnaie. En plus de son usage par le gouvernement central, il fait également partie des insignes de certaines institutions ou les sceaux de certains États.

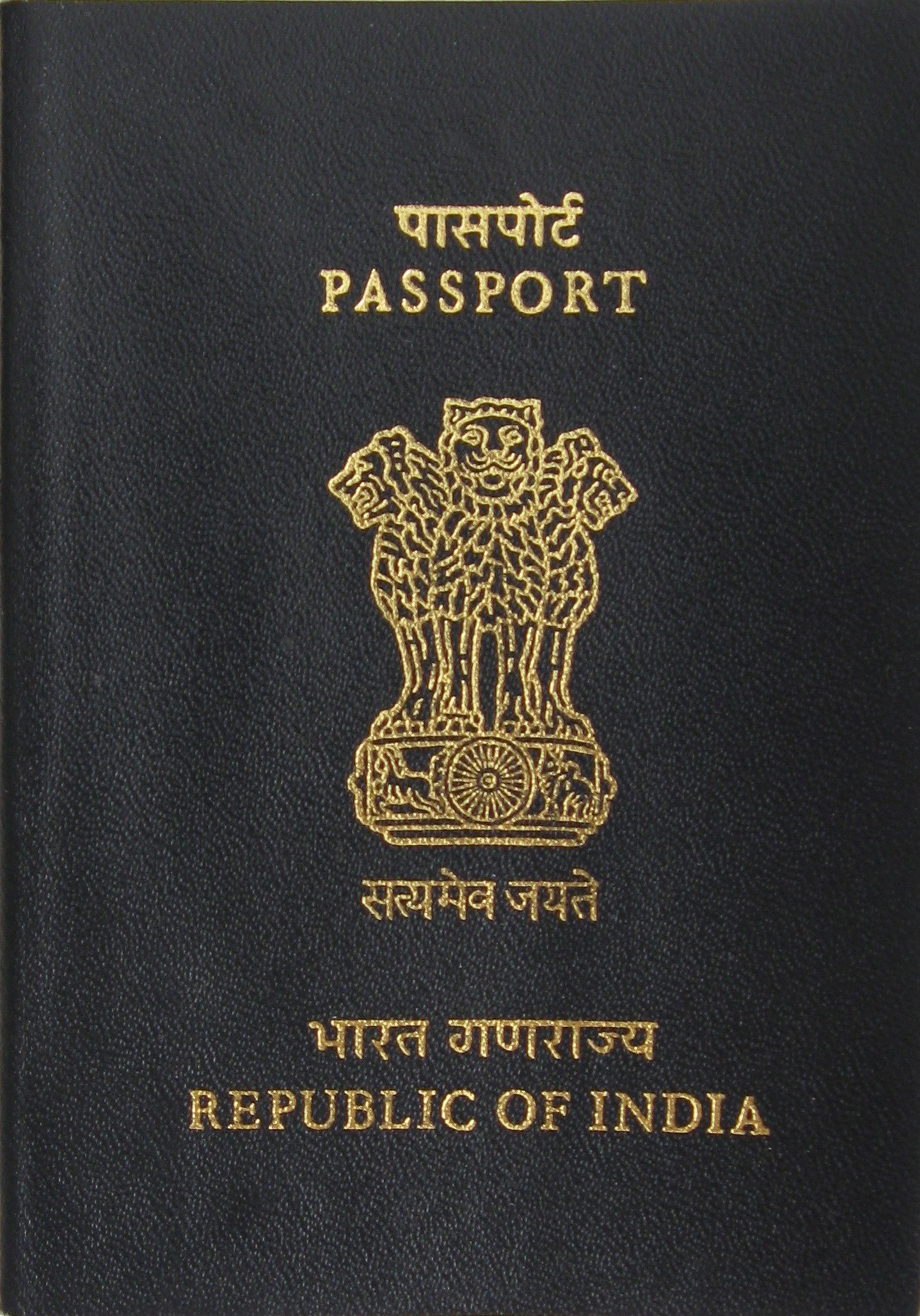
L'emblème sur un passeport indien.
L'emblème de la Cour suprême.
Emblème du Bureau central d'enquête.
L'emblème dans les armoiries du Karnataka.
L'emblème dans le sceau de l'Uttarakhand.
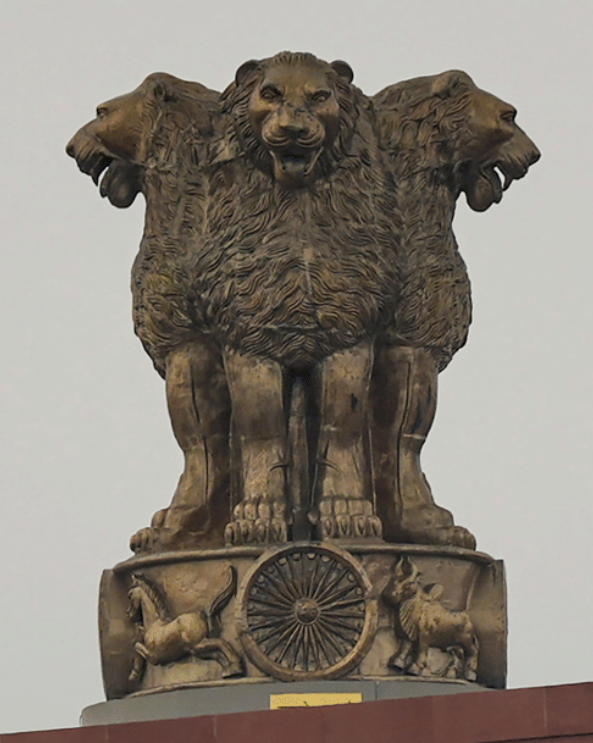
Emblème de l'Inde sur le nouveau parlement indien.

## Emblèmes officiels par État

### Andaman-et-Nicobar (îles)
| Animal     | Oiseau | Arbre                  | Fleur                 |
| ---------- | ------ | ---------------------- | --------------------- |
| - Dugong - |        | - Padauk des Andaman - | - Lilas des Andaman - |

### Andhra Pradesh
| Animal                | Oiseau           | Arbre          | Fleur            |
| --------------------- | ---------------- | -------------- | ---------------- |
| - Antilope cervicapre | - Rollier indien | - Margousier - | - Lotus nouchali |

### Arunachal Pradesh
| Animal    | Oiseau            | Arbre               | Fleur               |
| --------- | ----------------- | ------------------- | ------------------- |
| - Gayal - | - Calao bicorne - | - Pin de l'Himalaya | - Orchidée retusa - |

### Assam
| Animal                | Oiseau                      | Arbre                       | Fleur               |
| --------------------- | --------------------------- | --------------------------- | ------------------- |
| - Rhinocéros indien - | - Canard à ailes blanches - | - Dipterocarpus macrocarpus | - Orchidée retusa - |

### Bengale-Occidental
| Animal          | Oiseau                      | Arbre                | Fleur               |
| --------------- | --------------------------- | -------------------- | ------------------- |
| - Chat viverrin | - Martin-chasseur de Smyrne | - Quinquina d'Inde - | - Jasmin nyctanthes |

### Bihar
| Animal         | Oiseau                 | Arbre                 | Fleur                  |
| -------------- | ---------------------- | --------------------- | ---------------------- |
| - Bison Indien | - Moineau domestique - | - Figuier des pagodes | - Bauhinia variegata - |

### Chandigarh
| Animal                       | Oiseau           | Arbre             | Fleur    |
| ---------------------------- | ---------------- | ----------------- | -------- |
| - Mangouste indienne grise - | - Calao de Gingi | - Flamboyant bleu | - Palash |

### Chhattisgarh
| Animal          | Oiseau              | Arbre | Fleur                    |
| --------------- | ------------------- | ----- | ------------------------ |
| - Buffle d'Asie | - Mainate religieux | - Sal | - Rhynchostylis gigantea |

### Delhi
| Animal             | Oiseau                 | Arbre           | Fleur     |
| ------------------ | ---------------------- | --------------- | --------- |
| - Antilope Nilgaut | - Moineau domestique - | - Delonix regia | - Luzerne |

### Goa
| Animal           | Oiseau               | Poisson       | Arbre      |
| ---------------- | -------------------- | ------------- | ---------- |
| - Bison Indien - | - Pycnonotus gularis | - Mulet cabos | - Cocotier |

### Gujarat
| Animal        | Oiseau           | Arbre      | Fleur     |
| ------------- | ---------------- | ---------- | --------- |
| - Lion d'Asie | - Flamant rose - | - Manguier | - Tagette |

### Haryana
| Animal                  | Oiseau           | Arbre                 | Fleur              |
| ----------------------- | ---------------- | --------------------- | ------------------ |
| - Antilope cervicapre - | - Francolin noir | - Figuier des pagodes | - Nelumbo nucifera |

### Himachal Pradesh
| Animal                 | Oiseau                 | Arbre                 | Fleur         |
| ---------------------- | ---------------------- | --------------------- | ------------- |
| - Léopard des neiges - | - Tragopan de Hastings | - Cèdre de l'Himalaya | - Azalée rose |

### Jammu-et-Cachemire
| Animal                | Oiseau            | Arbre              | Fleur   |
| --------------------- | ----------------- | ------------------ | ------- |
| - Cerf du Cachemire - | - Grue à cou noir | - Platane d'Orient | - Lotus |

### Jharkhand
| Animal            | Oiseau        | Arbre | Fleur    |
| ----------------- | ------------- | ----- | -------- |
| - Éléphant d'Asie | - Coucou koël | - Sal | - Palash |

### Karnataka
| Animal            | Oiseau           | Arbre            | Fleur   |
| ----------------- | ---------------- | ---------------- | ------- |
| - Éléphant d'Asie | - Rollier indien | - Santal blanc - | - Lotus |

### Kerala
| Animal            | Oiseau            | Poisson           | Arbre      | Fleur           |
| ----------------- | ----------------- | ----------------- | ---------- | --------------- |
| - Éléphant d'Asie | - Calao bicorne - | - Chromide vert - | - Cocotier | - Cytise indien |

### Lakshadweep (îles)
| Poisson            | Oiseau       | Arbre          | Fleur                        |
| ------------------ | ------------ | -------------- | ---------------------------- |
| - Poisson-papillon | - Noddi brun | - Arbre à pain | - Strobilanthes kunthianus - |

### Madhya Pradesh
| Animal       | Oiseau                  | Poisson   | Arbre | Fleur             |
| ------------ | ----------------------- | --------- | ----- | ----------------- |
| - Barasingha | - Tchitrec de paradis - | - Tor tor | - Sal | - Lilium candidum |

### Maharashtra
| Animal                     | Oiseau                | Insecte                 | Arbre      | Fleur             |
| -------------------------- | --------------------- | ----------------------- | ---------- | ----------------- |
| - Écureuil géant de l'Inde | - Colombar commandeur | - Papilio polymnestor - | - Manguier | - Lilas des Indes |

### Manipur
| Animal       | Oiseau             | Arbre               | Fleur               |
| ------------ | ------------------ | ------------------- | ------------------- |
| - Cerf d'Eld | - Faisan de Hume - | - Phoebe hainesiana | - Lilium mackliniae |

### Meghalaya
| Animal               | Oiseau              | Arbre             | Fleur                     |
| -------------------- | ------------------- | ----------------- | ------------------------- |
| - Panthère nébuleuse | - Mainate religieux | - Gmelina arborea | - Paphiopedilum insigne - |

### Mizoram
| Animal               | Oiseau           | Arbre          | Fleur                     |
| -------------------- | ---------------- | -------------- | ------------------------- |
| - Saro de l'Himalaya | - Faisan de Hume | - Mesua ferrea | - Renanthera imschootiana |

### Nagaland
| Animal  | Oiseau              | Arbre              | Fleur                   |
| ------- | ------------------- | ------------------ | ----------------------- |
| - Gayal | - Tragopan de Blyth | - Alnus nepalensis | - Rhododendron arboreum |

### Odisha
| Animal     | Oiseau           | Reptile           | Arbre            | Fleur            |
| ---------- | ---------------- | ----------------- | ---------------- | ---------------- |
| - Sambar - | - Rollier indien | - Crocodile marin | - Ficus racemosa | - Fleur d'Ashoka |

### Pendjab
| Animal                | Oiseau                | Arbre    | Fleur                      |
| --------------------- | --------------------- | -------- | -------------------------- |
| - Antilope cervicapre | - Autour des palombes | - Sesham | - Gladiolus grandiflorus - |

### Pondichéry
| Animal                  | Oiseau        | Arbre    | Fleur                      |
| ----------------------- | ------------- | -------- | -------------------------- |
| - Écureuil des palmiers | - Coucou koël | - Bael - | - Fleur de boulet de canon |

### Rajasthan
| Animal     | Oiseau                    | Arbre                | Fleur                |
| ---------- | ------------------------- | -------------------- | -------------------- |
| - Chinkara | - Grande outarde indienne | - Prosopis cineraria | - Tecomella undulata |

### Sikkim
| Animal         | Oiseau                  | Arbre                 | Fleur               |
| -------------- | ----------------------- | --------------------- | ------------------- |
| - Panda roux - | - Ithagine ensanglantée | - Rhododendron niveum | - Dendrobium nobile |

### Tamil Nadu
| Animal              | Oiseau            | Arbre                | Fleur              | Fruit               |
| ------------------- | ----------------- | -------------------- | ------------------ | ------------------- |
| - Tahr des Nilgiris | - Colombe turvert | - Palmier de Palmyre | - Gloriosa superba | - Fruit du jacquier |

### Telangana
| Animal     | Oiseau           | Arbre                | Fleur              | Fruit    |
| ---------- | ---------------- | -------------------- | ------------------ | -------- |
| - Chital - | - Rollier indien | - Prosopis cineraria | - Senna auriculata | - Mangue |

### Tripura
| Animal                    | Oiseau               | Arbre      | Fleur            |
| ------------------------- | -------------------- | ---------- | ---------------- |
| - Semnopithèque de Phayre | - Carpophage pauline | - Calambac | - Mesua ferrea - |

### Uttar Pradesh
| Animal       | Oiseau          | Arbre            | Fleur              |
| ------------ | --------------- | ---------------- | ------------------ |
| - Barasingha | - Grue antigone | - Arbre ashoka - | - Butea monosperma |

### Uttarakhand
| Animal                        | Oiseau                      | Arbre                     | Fleur                 |
| ----------------------------- | --------------------------- | ------------------------- | --------------------- |
| - Chevrotain porte-musc alpin | - Lophophore resplendissant | - Rhododendron arboreum - | - Saussurea obvallata |

## Emblèmes historiques

Sceau de l'Empire moghol.
Armoiries de la Compagnie britannique des Indes orientales qui domine l'Inde du XVIIIe siècle à 1857.
L'Étoile de l'Inde était utilisé pour représenter le Raj britannique.
Sceau de l'Assemblée constituante (1947-1950).
Blason de l'Inde portugaise de 1935 à 1961.